# Dropkick on My Devil!
Dropkick on My Devil! (邪神ちゃんドロップキック, Jashin-chan Doroppukikku) est un manga japonais écrit et illustré par Yukiwo. Le manga commence à être publiée dans le magazine en ligne Comic Meteor de Flex Comix en avril 2012. Vingt-cinq volumes ont été publiés depuis le 25 avril 2012. Une adaptation en série d'animation animée par Nomad a été diffusée de juillet à septembre 2018, avec un épisode supplémentaire diffusé en ligne en octobre 2018. Une seconde saison est diffusée d'avril à juin 2020, La troisième saison quant à elle est diffusée de juillet à septembre 2022. Un épisode spécial nommé Dropkick on My Devil! Apocalypse Day est diffusé en avant première le 27 décembre 2023.

## Synopsis
Passionnée par les sciences occultes et vêtue façon lolita gothique, Yurine Hanazono a invoqué Jashin, une démone au corps de serpent venue tout droit des enfers. Depuis, elle doit cohabiter avec elle dans son appartement de Tokyo. Si Yurine venait à mourir, Jashin pourrait enfin retourner dans son monde. Aussi, cette dernière complote sans cesse pour se débarrasser de la jeune fille... Pendant ce temps débarque Pino, un ancien subordonné des anges Pekola et Poporon. Pekola est ravie de croire que Dieu a finalement envoyé quelqu'un pour la ramener chez elle...

## Personnages
Yurine Hanazono (花園 ゆりね, Hanazono Yurine)
Voix japonaise : Nichika Ōmori (ja)
Un humain qui a convoqué Jashin-chan sur Terre. Elle ne cesse d'attaquer brutalement Jashin-chan comme pénitence pour ses actions, mais elle est généralement gentille avec les autres. Seule humaine parmi les personnages principaux, Yurine agit souvent comme la voix de la raison et l'avatar du public, commentant sarcastiquement les bêtises des personnages qui l'entourent.
Jashin-chan (邪神ちゃん)
Voix japonaise : Aina Suzuki
Un lamia égocentrique qui a été appelé de l'Enfer par Yurine. Elle possède des capacités régénératrices, ce qui lui permet de se remettre du châtiment sanglant infligé par Yurine. Bien qu'il semble que Jashin-chan soit une fille absolument immorale qui manipule Medusa ou se moque de Pekola sans aucun regret, au fond elle est capable de bonnes actions et apprécie ses amis proches. Cependant, comme le note Yurine, Jashin-chan est embarrassée par cela et tente de cacher les qualités de sa personnalité en raison de sa nature tsundere.
Medusa (メデューサ, Medyūsa)
Voix japonaise : Miyu Kubota (ja)
Une gorgone de l'enfer qui est proche de Jashin-chan, bien que ce dernier la voit plus comme une machine à billets ambulante. Elle et Jashin-chan sont assez proches, au point que leur relation laisse à Yurine un sentiment de « relation garçon-fille », Jashin-chan se comportant souvent comme un mari immoral qui manipule constamment sa « femme » Medusa pour de l'argent. En même temps, le côté tendre de Medusa lui permet de découvrir le bien caché de Jashin-chan, qui leur permet de rester les personnes les plus proches et de souligner régulièrement leurs liens forts et leur interdépendance. À l'extérieur, elle porte un sac en papier sur la tête pour éviter de pétrifier accidentellement les gens.
Pekola (ぺこら, Pekora)
Voix japonaise : Yurie Kozakai (ja)
Un ange qui a perdu son halo et s'est échoué sur Terre. Elle est souvent affamée parce qu'elle n'a pas d'argent, mais elle est aussi quelque peu défiante à accepter la gentillesse de Yurine, qu'elle croit être une sorcière. On la taquine plus tard, souvent appelée "Tajiri" et les gens prennent ce nom comme nom de famille, comme c'est le nom sur le maillot de bain qu'elle emprunte à son collègue.
Minos (ミノス, Minosu)
Voix japonaise : Chiaki Omigawa
Un minotaure qui est ami avec Jashin-chan et vit à côté de l'appartement de Yurie. Bien qu'elle soit basée sur une vache, elle n'a aucun scrupule à manger du bœuf.

## Médias

### Manga
La série originale de Yukiwo a commencé à être publiée dans le magazine en ligne Comic Meteor de Flex Comix en avril 2012. Vingt-cinq volumes ont été publiés depuis le 25 avril 2012. Le 148e chapitre du manga a été retiré de Comic Meteor le 29 mai 2019, en raison d’une attaque au couteau dans un train qui s’est produite au Japon le 28 mai 2019.
Un manga dérivé de Shushu Yuki, intitulé Minos no Beef 100% (ミノスのビーフ100%), a été publié en tant que manga one-shot le 29 août 2018 et a ensuite reçu une sérialisation à partir du 15 mai 2019. La série a été compilée en un seul volume tankobon le 9 avril 2020.
Le manga commence à être publiée dans le magazine en ligne Comic Meteor de Flex Comix en avril 2012. Vingt-quatre volumes ont été publiés en décembre 2024.
| no | Japonais         | Japonais          |
| no | Date de sortie   | ISBN              |
| -- | ---------------- | ----------------- |
| 1  | 12 mai 2014      | 978-4-86675-886-2 |
| 2  | 12 juin 2014     | 978-4-86675-888-6 |
| 3  | 12 décembre 2014 | 978-4-86675-895-4 |
| 4  | 12 juin 2015     | 978-4-86675-902-9 |
| 5  | 12 décembre 2016 | 978-4-86675-909-8 |
| 6  | 11 juin 2016     | 978-4-86675-916-6 |
| 7  | 12 décembre 2016 | 978-4-86675-925-8 |
| 8  | 12 juin 2017     | 978-4-86675-934-0 |
| 9  | 2 décembre 2017  | 978-4-86675-945-6 |
| 10 | 12 juin 2018     | 978-4-86675-015-6 |
| 11 | 9 août 2018      | 978-4-86675-022-4 |
| 12 | 12 avril 2019    | 978-4-86675-050-7 |
| 13 | 12 octobre 2019  | 978-4-86675-079-8 |
| 14 | 11 avril 2020    | 978-4-86675-103-0 |
| 15 | 12 juin 2020     | 978-4-86675-111-5 |
| 16 | 11 décembre 2020 | 978-4-86675-131-3 |
| 17 | 11 juin 2021     | 978-4-86675-152-8 |
| 18 | 10 décembre 2022 | 978-4-86675-180-1 |
| 19 | 10 juin 2022     | 978-4-86675-223-5 |
| 20 | 12 décembre 2022 | 978-4-86675-256-3 |
| 21 | 12 mai 2023      | 978-4-86675-286-0 |
| 22 | 12 décembre 2023 | 978-4-86675-326-3 |
| 23 | 12 juin 2024     | 978-4-86675-358-4 |
| 24 | 12 décembre 2024 | 978-4-86675-396-6 |
| 25 | 13 juin 2025     | 978-4-86675-440-6 |

### Anime
Une adaptation en anime de 11 épisodes produite par Nomad a été diffusée sur Fuji Network System du 9 juillet au 17 septembre 2018 et a été diffusée à l’international sur Amazon Prime Video,.
L'anime est disponible sur Crunchyroll le 13 juin 2023.

### Liste des épisodes

#### Dropkick on My Devil!(2018)
| No | Titre français | Titre japonais | Titre japonais | Date de 1re diffusion |
| No | Titre français | Kanji          | Rōmaji         | Date de 1re diffusion |
| --- | -------------- | -------------- | -------------- | --------------------- |
| 1 | "Épisode 1"    |                |                | 10 juillet 2018       |
| Yurine Hanazono a invoqué Jashin, un démon, qui depuis lui en veut à mort car elle ne peut pas retourner en enfer. Jashin cherche donc par tous les moyens à tuer son invocatrice, mais ses tentatives échouent lamentablement. Les amies de Jashin et Yurine sont invitées à une soirée fondue qui risque encore de mal se terminer. |                |                |                |                       |
| 2 | "Épisode 2"    |                |                | 17 juillet 2018       |
| L'été est bien chaud à Tokyo, et Jashin souffre de la chaleur. Après le refus de Yurine d'acheter un climatiseur, elle pense soudain à une autre solution bien plus intéressante pour se refroidir. |                |                |                |                       |
| 3 | "Épisode 3"    |                |                | 24 juillet 2018       |
| Pour son Noël, Pekola est toujours aussi mal lotie, et Jashin en rajoute ! Heureusement, Yurine veille au grain. |                |                |                |                       |
| 4 | "Épisode 4"    |                |                | 31 juillet 2018       |
| Jashin essaie d'obtenir une collection complète de figurines dans un distributeur, mais il y en a une qui lui échappe. Quand un gamin l'obtient devant ses yeux, elle devient folle. |                |                |                |                       |
| 5 | "Épisode 5"    |                |                | 7 août 2018           |
| Pendant que Jashin est toujours à la recherche du volume 2 du grimoire, Yurine prend le temps d'apporter ce qu'elle peut à Pekola, mais celle-ci refuse la charité de celle qu'elle appelle une sorcière. |                |                |                |                       |
| 6 | "Épisode 6"    |                |                | 14 août 2018          |
| Jashin prépare du curry à toutes les viandes et se retrouve malgré elle téléportée ailleurs. |                |                |                |                       |
| 7 | "Épisode 7"    |                |                | 21 août 2018          |
| Poporon vient se venger de l'attaque de Jashin, mais celle-ci ne va pas se laisser faire. |                |                |                |                       |
| 8 | "Épisode 8"    |                |                | 28 août 2018          |
| Jashin a encore perdu tout son argent au casino, et même si Médusa veut lui pardonner ses erreurs, Yurine n'est pas vraiment d'accord. |                |                |                |                       |
| 9 | "Épisode 9"    |                |                | 4 septembre 2018      |
| Jashin est toujours coincée dans sa boucle temporelle, et comme elle continue de perdre tout son argent indéfiniment, elle décide de changer de stratégie. |                |                |                |                       |
| 10 | "Épisode 10"   |                |                | 11 septembre 2018     |
| Pekola a enfin réussi à mettre quelques sous de côté, mais elle joue encore de malchance et voit s'envoler ses rêves. |                |                |                |                       |
| 11 | "Épisode 11"   |                |                | 18 septembre 2018     |
| Jashin réussit enfin à toucher Yurine avec son dropkick, mais les conséquences ne sont pas celles auxquelles elle pensait. |                |                |                |                       |
| 12 | "Épisode 12"   |                |                | 1er octobre 2018      |
| Yurine a gagné un séjour à la plage pour six, et tout le monde profite de ce moment de détente. |                |                |                |                       |

#### Dropkick on My Devil!! Dash(2020)
| No | Titre français | Titre japonais | Titre japonais | Date de 1re diffusion |
| No | Titre français | Kanji          | Rōmaji         | Date de 1re diffusion |
| --- | -------------- | -------------- | -------------- | --------------------- |
| 1 | "Épisode 1"    |                |                | 6 avril 2020          |
| Jashin essaie de faire le point entre les différentes versions d'elle-même pour faire un choix très difficile. Elle se souvient aussi des circonstances qui l'ont amenée dans notre monde.                                              |                |                |                |                       |
| 2 | "Épisode 2"    |                |                | 13 avril 2020         |
| Pekola tente toujours d'échapper à son sort funeste. Malheureusement, il n'y a personne pour l'aider. Pendant ce temps, Jashin est partie se venger de ses détracteurs qui se cachent derrière des pseudonymes sur les réseaux sociaux. |                |                |                |                       |
| 3 | "Épisode 3"    |                |                | 20 avril 2020         |
| Perséphone vient de s'installer chez Minos. Après avoir discuté au sujet du shôgi, nos amies partent à la recherche de Kôji qui a disparu.                                                                                              |                |                |                |                       |
| 4 | "Épisode 4"    |                |                | 27 avril 2020         |
| Perséphone doit faire une rédaction sur ce qu'elle veut devenir plus tard. Les idées de ses amies ne lui sont pas d'un grand secours. Un peu plus tard, c’est plage et bikini !                                                         |                |                |                |                       |
| 5 | "Épisode 5"    |                |                | 4 mai 2020            |
| Jashin s'est mis en tête d'obtenir un sac en toile décoré avec un renard des sables tibétain, quel qu'en soit le prix. Elle se souvient aussi d'une journée particulière en classe de CE2.                                              |                |                |                |                       |
| 6 | "Épisode 6"    |                |                | 11 mai 2020           |
| Poporon explique à Pekola ses véritables intentions. Kyon-Kyon essaie d'aider des gens au hasard pour tenter de réaliser son rêve de devenir humaine. Médusa veut apprendre à cuisiner pour faire plaisir à Jashin.                     |                |                |                |                       |
| 7 | "Épisode 7"    |                |                | 18 mai 2020           |
| Entre plusieurs tentatives de meurtres, Jashin et Pino se disputent pour savoir qui fait les meilleures pâtisseries. Tout le monde cherche toujours des moyens plus ou moins louches pour se faire de l'argent sans forcer.             |                |                |                |                       |
| 8 | "Épisode 8"    |                |                | 25 mai 2020           |
| Jashin se souvient du moment où elle est devenue amie avec Minos, ce qui la fait déprimer, vu qu'elle n'a pas vu ses amies depuis un bon bout de temps. Yurine va tenter de la sortir de la morosité.                                   |                |                |                |                       |
| 9 | "Épisode 9"    |                |                | 1er juin 2020         |
| Jashin ayant encore perdu tout son argent, elle croise Kyon-Kyon et Ran-Ran. Médusa a enfin reçu ses pommes du jardin d'Éden qui mettent Jashin dans un drôle d'état.                                                                   |                |                |                |                       |
| 10 | "Épisode 10"   |                |                | 8 juin 2020           |
| Maintenant que Jashin a trouvé le volume 2 du grimoire, elle est persuadée qu'elle va pouvoir retourner en enfer, mais est-ce aussi simple ?                                                                                            |                |                |                |                       |
| 11 | "Épisode 11"   |                |                | 15 juin 2020          |
| Jashin et Yurine nous expliquent en long, en large et en chanson quel est l'esprit qui anime cette série. |                |                |                |                       |
| 12 | "Épisode 12"   |                |                | 22 juin 2022          |
| Yurine a décidé d'aller passer une semaine à Hokkaido, au lac Shikotsu de Chitose. Seulement, Jashin n'a pas du tout envie de prendre l'avion. Malgré tout, tout le monde se retrouve sur place.                                        |                |                |                |                       |

#### Dropkick on My Devil!!! X(2022)
| No | Titre français                                               | Titre japonais                                | Titre japonais                                            | Date de 1re diffusion |
| No | Titre français                                               | Kanji                                         | Rōmaji                                                    | Date de 1re diffusion |
| --- | ------------------------------------------------------------ | --------------------------------------------- | --------------------------------------------------------- | --------------------- |
| 1 | "Karuta Armageddon X"                                        | ハルマゲドンかるたX                           | Harumagedon Karuta X                                      | 5 juillet 2022        |
| Pour cette troisième saison, Jashin pense que son personnage doit changer et qu'elle doit devenir posée et sérieuse. Seulement, le naturel revient au galop lors d'une partie de cartes un peu spéciale. |                                                              |                                               |                                                           |                       |
| 2 | "Mes pilules, c’est de la limonade"                          | 錠剤は全てラムネです                          | Jōzai wa Subete Ramune Desu                               | 12 juillet 2022       |
| Pino est persuadée qu'elle est la cible d'un assassin, et elle essaie de se redonner du courage comme elle peut, mais elle se rend bientôt compte que sa supérieure vient d'arriver sur la Terre.        |                                                              |                                               |                                                           |                       |
| 3 | Le Sans-gêne mortel                                          | 必殺ピロピロ                                  | Hissatsu Piropiro                                         | 19 juillet 2022       |
| Après une réunion avec ses autres moi dans son cerveau, Jashin décide qu'elle n'a pas assez confiance en elle. Elle décide donc d'attaquer Yurine en croyant à fond en ses capacités.                    |                                                              |                                               |                                                           |                       |
| 4 | "Une façon démoniaque de vivre à Jinbôchô"                   | 邪な神保町の過ごし方                          | Yokoshimana Jinbōchō no Sugoshikata                       | 26 juillet 2022       |
| Après avoir imaginé griller Yurine, Jashin met le feu autour de la résidence. Heureusement, des amies passent par là pour l'aider. Elle va devoir trouver d'autres façons d'éliminer son invocatrice     |                                                              |                                               |                                                           |                       |
| 5 | "30 millions d’aimer et être aimé"                           | 愛し愛され3000万                              | Aishi Aisare 3000 Man                                     | 2 août 2022           |
| Une vieille connaissance vient sur la Terre pour un nouveau travail. De son côté, Lierre a du mal à concilier son apparence d'enfant avec sa condition d'adulte.                                         |                                                              |                                               |                                                           |                       |
| 6 | "Gilding Kamui à Kushiro"                                    | ギルティングカムイ釧路                        | Girutingu Kamui Kushiro                                   | 9 août 2022           |
| Pour échapper à ses créanciers, Jashin a fui assez loin, et ses amies vont tout tenter pour la retrouver.                                                                                                |                                                              |                                               |                                                           |                       |
| 7 | "Ce que j’ai trouvé à Obihiro, la forme d’un sourire"        | "笑顔の形、帯広で見つけたもの"                | Egao no Katachi, Obihiro de Mitsuketa Mono                | 16 août 2022          |
| Jashin, toujours poursuivie par ses créanciers, arrive dans la ville d'Obihiro et fait le tour des lieux à visiter tout en essayant de gagner de l'argent.                                               |                                                              |                                               |                                                           |                       |
| 8 | "Émeute à dos de dauphins ! La palpitante Minamishimabara !" | イルカにノって大騒ぎ！ハラハラドキドキ南島原! | Iruka ni Notte Ōsawagi! Harahara Dokidoki Minamishimabara | 23 août 2022          |
| Après son expulsion d'Obihiro à coups de sabots, Jashin arrive à Minamishimabara, suivie de ses amis et ennemis. C'est l'occasion pour eux de découvrir cette île et ses charmes.                        |                                                              |                                               |                                                           |                       |
| 9 | "Les yeux couleur lavande qui pleurent à Furano."            | 富良野に潤むラベンダー色の瞳                  | Furano ni Urumu Rabendā-iro no Hitomi                     | 30 août 2022          |
| Un voyage en ballon emmène Jashin dans la charmante bourgade de Furano, où elle et ses amis et ennemis pourront découvrir les particularités du nombril de Hokkaido.                                     |                                                              |                                               |                                                           |                       |
| 10 | "Que les cieux m'entendent ! Mon nom est Jashin !"           | 大空に聞け！私の名は邪神ちゃんですの！        | Ōzora ni Kike! Watashi no na wa Jashin-chan Desu no!      | 6 septembre 2022      |
| Yurine n'est plus à la maison quand Jashin rentre, et celle-ci convoque donc ses amies pour comprendre ce qui s'est passé.                                                                               |                                                              |                                               |                                                           |                       |
| 11 | "Le centre de don du sang de Jinbôchô !"                     | 神保町献血センター                            | Jinbōchō Kenketsu Sentā                                   | 13 septembre 2022     |
| Lierre veut à tout prix récupérer une figurine réservée aux enfants, et Jashin, après s'être remémoré une anecdote de son enfance, fait la connaissance d'un clan de vampires.                           |                                                              |                                               |                                                           |                       |
| 12 | "Des dropkicks pour l’éternité"                              | ドロップキックは永遠に                        | Doroppukikku wa Eien ni                                   | 20 septembre 2022     |
| Le clan de vampires a enfin trouvé où habite Yurine, et Jashin veut donc tout faire pour l'empêcher de se faire recruter.                                                                                |                                                              |                                               |                                                           |                       |

## Réception

### Commerciale
En décembre 2022, 1 million d’exemplaires ont été vendus.

### Controverses
En 2022, le Conseil municipal de Furano attaque la production de l'anime. Elle considère que certaines scènes censées se dérouler dans la ville nuisent à l'image de la ville. En novembre 2022, le Conseil municipal décide de ne pas allouer des fonds qui avaient été prévu pour la production de l'anime. Le 30 novembre de la même année, le Conseil est revenu sur sa décision lors d’une session ordinaire, autorisant le versement des fonds.